# タジキスタン・イスラム復興党
タジキスタン・イスラム復興党（タジキスタンイスラムふっこうとう）は、タジキスタンの政党。中央アジア5ヶ国で唯一、合法的に活動していたイスラム主義政党であったが、2015年より活動を禁止されている。
党員は、2005年現在で2万5千人。機関紙「ナチョト」。

## 党名
- タジク語ではҲизби Наҳзати Исломии Тоҷикистон。
- ロシア語ではПартия исламского возрождения Таджикистана。
- 英語ではIslamic Renaissance Party of Tajikistan。

## 概要

タジキスタン・イスラム復興党の党旗

ソビエト連邦によるアフガニスタン侵攻に反発するデモをイスラム主義団体（全連邦イスラム復興党）として組織化し、1990年10月6日に同党から分離・設立された。1991年12月4日に法務省に登録。
ソビエト連邦崩壊後の1992年になると、旧ソ連を構成していた中央アジア5ヶ国およびロシアのタタールスタン、バシコルトスタンのイスラム主義者がサラトフに集まり、イスラム復興党主催の集会に参加した。だがイスラム主義の蔓延を危惧するエモマリ・ラフモノフ(現在はエモマリ・ラフモンに改名)率いるタジキスタン政府は1993年、この集会を非合法化し、同時にイスラム復興党の活動も禁止した。これにより、イスラム復興党はタジキスタン政府との間の内戦を開始し、反政府勢力「タジク野党連合」(UTO)の指導政党として積極的に戦闘に参加した。また、イスラム復興党の指導者サイイド・アブドゥッラー・ヌーリーが、UTOの指導者の座に就いた。
1998年、タジキスタン政府とUTOの間で和平協定が成立し、イスラム復興党は再び合法化された。その後も散発的な戦闘は続いたが、2000年には和平プロセスは完了した。2005年3月13日に行なわれた下院総選挙では、与党のタジキスタン人民民主党が議席の大半を占める中、イスラム復興党は7.48%を得票し、第3党となった。
1993年以来イスラム復興党の指導者として活動してきたサイイド・アブドゥッラー・ヌーリーが2006年8月9日に癌のため死去した。これを受け、2006年11月6日に行なわれた大統領選挙には、イスラム復興党は参加しなかった。

## 歴代党首
1. ヒマトゾダ・ムハマッドシャリフ
2. サイイド・アブドゥッラー・ヌーリー（1993年1月（又は3月）～2006年8月9日）
3. ムヒッディーン・カビリ（2006年9月～）